# Giovanni Preziosi
Giovanni Preziosi (né le 24 octobre 1881 à Torella dei Lombardi et décédé le 26 avril 1945 à Milan) était un politicien italien fasciste réputé pour son antisémitisme.

## Débuts
Né au sein d'une famille de classe moyenne, il rejoignit le clergé après avoir achevé ses études et, bien que défroqué en 1911, il demeura un fidèle à une stricte observance du catholicisme toute sa vie durant. Il commença alors une carrière comme journaliste et fonda le magazine la Vita italiana all'estero à destination des migrants. Ce magazine fut réputé pour son antisémitisme apparent durant la période qui précéda la Première Guerre mondiale. Il se joignit vite à la droite fasciste, adhérant aux idées de Benito Mussolini et prit part à la marche sur Rome.

## Biographie
À ses débuts, Preziosi n'était pas antisémite mais à la suite de la guerre et de ses conséquences, il se met à accuser les Juifs d'être responsables des maux qui rongent le pays. Il reprocha aux Juifs leur incapacité à être pleinement intégrés aux mœurs italiennes, arguant de leur « double fidélité » et de la croissance du sionisme, convaincu que le peuple était victime d'une conspiration élaborée par les Juifs, les communistes, les francs-maçons, les capitalistes et les démocrates. 
Il doit une grande part de sa pensée au journal La Libre Parole d'Édouard Drumont, à La Cause du désordre mondial d'Howell Arthur Gwynne et au Dearborn Independant, journal d'Henry Ford. Il fut le premier à traduire en italien les Protocoles des Sages de Sion en 1921. Ses convictions étaient telles qui attaqua Paolo Orano, un autre antisémite, pour sa « douce » position à l'égard des Juifs.
Partisan de la ligne dure fasciste, il dénonça le nazisme comme paroissial, sectaire et responsable d'entraîner Europe vers le communisme. Dans ses jeunes années il montra une forte germanophobie et écrivit un livre intitulé L'Allemagne à la conquête de l'Italie en 1916. Cependant, à partir de 1933, il changea son fusil d'épaule et apporta son soutien au rapprochement entre les deux nations et défendit leur cause commune qu'était la haine des Juifs. Il alla même jusqu'à critiquer le régime fasciste pour son manque de dureté sur la question juive. Avec les lois raciales instaurées en 1938 ses opinions ont conquis un plus large public et il écrivit dès lors de virulents articles antisémites tant dans la presse nationale que dans son propre journal.
Il écrivit alors Ecco il diavolo : Israele (« Israël, voici le diable »).
En remerciement de ses écrits et prises de position, il fut nommé secrétaire d'État. Après l'instauration d'un régime étatique fantoche sous le nom de République sociale italienne, (RSI, également connue sous le nom de République de Salo) Preziosi fut muté en Allemagne pour servir comme conseiller aux affaires italiennes à Hitler. En parallèle, il anima une émission radiophonique sur les ondes de Radio Munich, qui était retransmise en Italie fasciste et où il dénonça à l'occasion des personnalités italiennes comme Guido Buffarini Guidi  ou Alessandro Pavolini  (pourtant considéré par la plupart des historiens comme un archétype du  fasciste pur et  dur) comme étant de « fervents amis des Juifs ».
Il revient en Italie en 1944 avec le titre d'Inspecteur général des races. Dans cette fonction, il introduisit un système analogue aux lois raciales allemandes et dont il fit usage pour réprimer la population juive. Il fit cause commune avec Roberto Farinacci ainsi qu'avec Julius Evola à l'occasion d'un rapprochement avec l'Allemagne nazie.
Certaines de ses actions furent contrecarrées par Mussolini, qui nourrissait une haine personnelle de longue date envers cet « ancien prêtre », mais Preziosi s'assura que l'État fantoche reste impliqué dans l'holocauste.

## Décès
Lorsque la guerre pris fin il décida, plutôt que d'être fait prisonnier et exécuté avec ses alliés fascistes, de se suicider en sautant par une fenêtre. Certains prétendirent toutefois qu'il avait été défenestré à son insu.